# Background (magazine)
Pour les articles homonymes, voir Background.
 (novembre 2018).
Si vous disposez d'ouvrages ou d'articles de référence ou si vous connaissez des sites web de qualité traitant du thème abordé ici, merci de compléter l'article en donnant les références utiles à sa vérifiabilité et en les liant à la section « Notes et références ».
Background est un magazine sur le jeu vidéo fondé par Georges Grouard (dit Jay), et édité par Phoenix Publishing entre février 2006 et mars 2007. Il s'intéressait particulièrement au « background » des jeux vidéo.
Si Background traite essentiellement des  RPG japonais, des jeux d'aventure, des jeux d'action et des jeux concept, il s'intéresse également au retrogaming et à la culture générale en analysant les jeux vidéo dans un cadre souvent extravidéoludique.
Le magazine cesse d'être publié après le numéro 12 à la suite de difficultés financières.[réf. souhaitée]

## Historique
Après un report dû aux difficultés de créer sa propre société, Georges Grouard fixe la date de sortie du numéro 1 à décembre 2005. à la suite de problèmes liés à l'impression, il est contraint de ne pas sortir ce premier numéro. Malgré tout, il essaie d'en faire imprimer quelques exemplaires réservés à quelques privilégiés, des fidèles qui le suivent depuis Gameplay RPG. Ce numéro est donc un numéro 0, en attendant le vrai numéro 1, prévu pour janvier 2006 qui sort finalement en février 2006. Après une nouvelle péripétie, ce numéro 0 ne sera finalement pas imprimé. Il comportait un dossier sur Prince of Persia.
Liste des dossiers publiés dans chaque numéro
- no 1 - Février 2006 : Dossier sur Castlevania.
- no 2 - Avril 2006 : Dossier sur Final Fantasy VII.
- no 3 - Mai 2006 : Dossier sur Silent Hill.
- no 4 - Juin 2006 : Dossier sur Da Vinci Code.
- no 5 - Eté 2006 : Dossier sur les pirates.
- no 6 - Septembre 2006 : Dossier sur Dark Messiah of Might and Magic
- no 7 - Octobre 2006 : Dossier sur Kingdom Hearts 2
- no 8 - Novembre 2006 : Dossier sur The Legend of Zelda: Twilight Princess
- no 9 - Décembre 2006 : Dossier sur la console Wii.
- no 10 - Janvier 2007 : Dossier sur The World of Mana.
- no 11 - Mars/avril 2007 : Dossier sur Final Fantasy XII.
- no 12 - Mai/Juin 2007 : Dossier sur Viva Revolucion.